# جون بيرنثال
جوناثان إدوارد بيرنثال (/ˈbɜːrnθɔːl/؛ (بالإنجليزية: Jonathan Edward Bernthal)‏؛ مواليد 20 سبتمبر 1976 –) هو ممثل أمريكي بدأت مسيرته الفنية في أوائل الألفينات، وبرز اسمه بعدما جسد شخصية شاين والش في مسلسل إيه إم سي المرعب الموتى السائرون (2010–2012؛ 2018)؛ والذي كان فيه من ضمن طاقم البطولة في أول موسمين. حقق بيرنثال مزيدًا من الاعتراف في دور فرانك كاسل / المعاقب في مسلسل عالم مارفل السينمائي (MCU) التلفزيوني ديرديفيل (2016) ومسلسل المعاقب (2017–2019).
ولد بيرنثال ونشأ في العاصمة واشنطن لعائلة يهودية. والده كان محاميًا، وجده لوالده كان الموسيقي والمنتج موراي بيرنثال، ولديه شقيقان. بعد تخرجه من المدرسة الثانوية بواشنطن، التحق بالجامعة بكلية سكيدمور في نيويورك. لاحقًا، بمدرسة الفنون المسرحية الروسية بموسكو، وخلال دراسته هناك، لعب البيسبول في روسيا. وهناك اكتشفه المدير التنفيذي لمعهد التدريب المسرحي المتقدم بجامعة هارفارد، وتخرج عام 2002 بماجستير في الفنون الجميلة من مسرح الريبيرتوري الأمريكي. منذ عام 2002، قام بالتمثيل في أعمال مسرحية داخل وخارج مسارح برودواي، ومنها الكثير من المسرحيات من إنتاج فرقته المسرحية الخاصة، والتي أسماها فيضانات فوفيا. ظهر في عدة أدوار صغيرة في مسلسلات كثيرة مثل: بوسطن ليغال، وسي إس آي: ميامي، وكيف قابلت أمكما وغيرها. أول دور منتظم له كان في المسلسل الكوميدي الفصل الذي قام بابتكاره أحد مؤلفي المسلسل الكوميدي الشهير فريندز، ولكن تم إلغاء إنتاج المسلسل بعد موسم واحد. بعدها نال أدوارًا في فيلمي مركز التجارة العالمي، من إخراج المخرج الكبير أوليفر ستون، ويوم صفر. في 2009، نال دورًا في الفيلم الكوميدي ليلة في المتحف 2 من بطولة بن ستيلر، في دور المجرم الشهير آل كابوني. وفي نفس العام، نال دورًا منتظمًا في مسلسل إيستويك الذي تم ألغائه بعد موسم واحد. في 2010، نال دورًا في مسلسل الهادئ بدور الرقيب مانويل رودريجيز. أيضًا في نفس العام، نال دورًا كبيرًا في مسلسل الرعب الشهير الموتى السائرون، من ابتكار فرانك دارابونت، بدور الضابط شاين والش، أحد الهاربين في محاولة النجاة من وباء الزومبي الذي اجتاح العالم. استمر دوره المنتظم حتى الموسم الثاني في 2012. ترشح دوره لجائزة في مهرجان سكريم في 2011. في 2013، ظهر في فيلم الجريمة الواشي، وتعاون للمرة الثانية مع المخرج فرانك دارابونت في مسلسله المدينة الغوغاء، بدور ضابط شرطة يعمل في لوس أنجلوس في الأربعينات. أيضًا كانت له أدوار مساعدة في الفيلم الكوميدي الرياضي مباراة الضغينة من بطولة النجمين روبرت دي نيرو وسيلفستر ستالون، وفي فيلم ذئب وول ستريت من إخراج المخرج الكبير مارتن سكورسيزي، وأيضًا في الفيلم الحربي غضب. في 2015، أعلنت شركة مارفل أن بيرنثال سيقوم بأداء شخصية المُعاقب (بالإنجليزية: The Punisher)‏ في الجزء الثاني من سلسلتها ديرديفيل في 2016. أنتجت شبكة نتفليكس مسلسل مشتق يحمل اسم الشخصية، المعاقب، تم إصداره في 17 نوفمبر 2017. في 12 ديسمبر 2017، أُعلن أن المسلسل جُدد لموسم ثانٍ بواسطة نتفليكس، والذي أُصدر في 18 يناير 2019. بعد شهر، أُلغي المسلسل.
تشمل أدوار بيرنثال السينمائية أيضًا سكاريو (2015)، والمحاسب (2016)، وويند ريفر (2017)، وأرامل (2018)، وفورد ضد فيراري (2019)، وأولئك الذين يتمنون لي الموت والملك ريتشارد (2021). في 25 سبتمبر 2010، تزوج من إرين أنغل، عمها هو المصارع (كيرت آنجل)، وأنجب منها ثلاثة أبناء.

## بعض الأعمال التي ظهر فيها
- دون أثر
- بوسطن ليغال (مسلسل أمريكي)
- سي إس آي: ميامي
- القانون والنظام: الوحدة الخاصة للضحايا
- الموتى السائرون
- المعاقب

غضب شديد [ fury ]